# Frahan (Bouillon)
Pour les articles homonymes, voir Frahan.
Frahan (wallon : Frôhan) est un hameau belge de l'ancienne commune de Rochehaut, situé sur le territoire de la ville de Bouillon dans la province de Luxembourg en Région wallonne.
Ce hameau, autrefois célèbre pour ses plantations de tabac et ses séchoirs, est situé dans un cadre de verdure au milieu d’une boucle de la Semois inscrite au patrimoine de la Wallonie et entourée de crêtes boisées. 

## Histoire
Lorsque l'ancien duché de Bouillon fut réuni à la France, Frahan est affecté au canton de Bouillon, avec le statut de commune, par le décret du 4 brumaire an IV modifié par le Conseil des Cinq-Cents, le 26 fructidor an IV.
Cette commune fut affectée au Royaume des Pays-Bas par le Traité de Paris (1815).
En 1858, un projet de loi est soumis, qui a pour objet de former une nouvelle commune sous le nom de Rochehaut, formée des sections de Rochehaut et de Laviot faisant alors partie de la commune de Vivy et de la section de Frahan appartenant alors à la commune de Corbion.

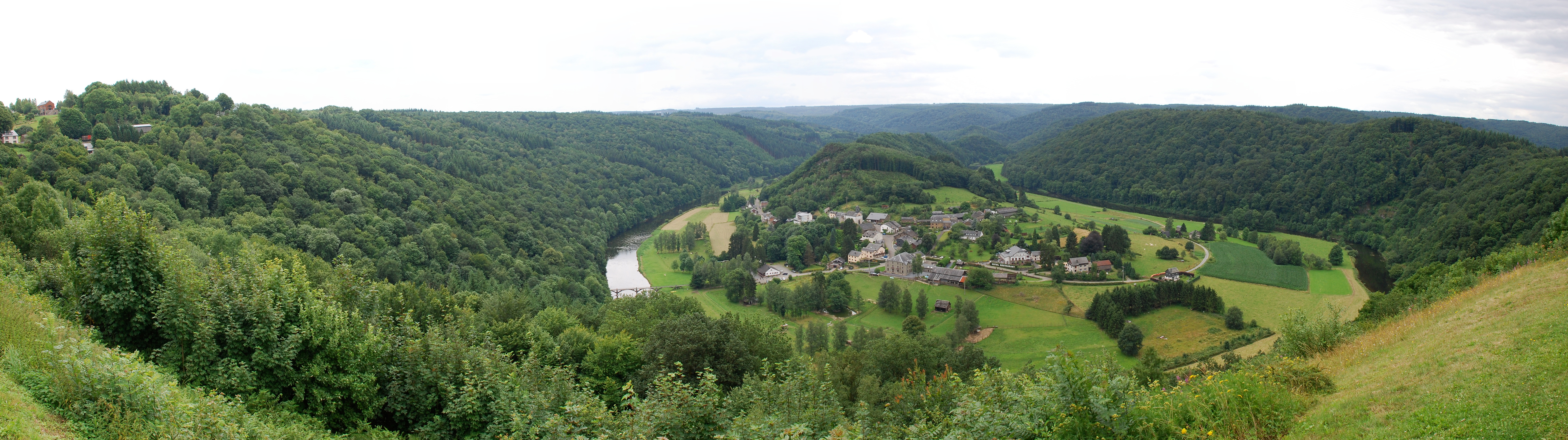
Panorama de Frahan pris de Rochehaut
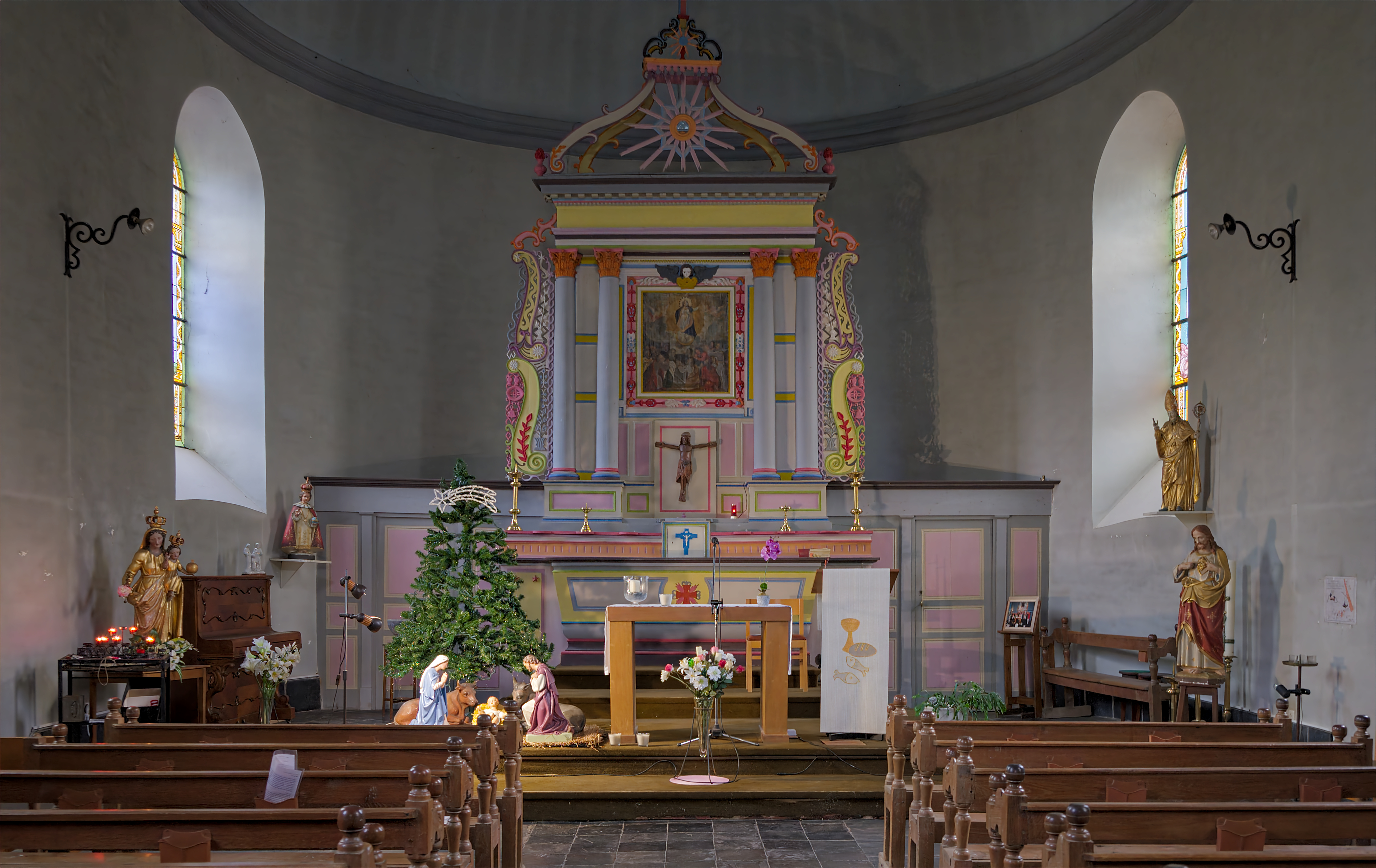
Intérieur de l'église